# Aardappelziekte

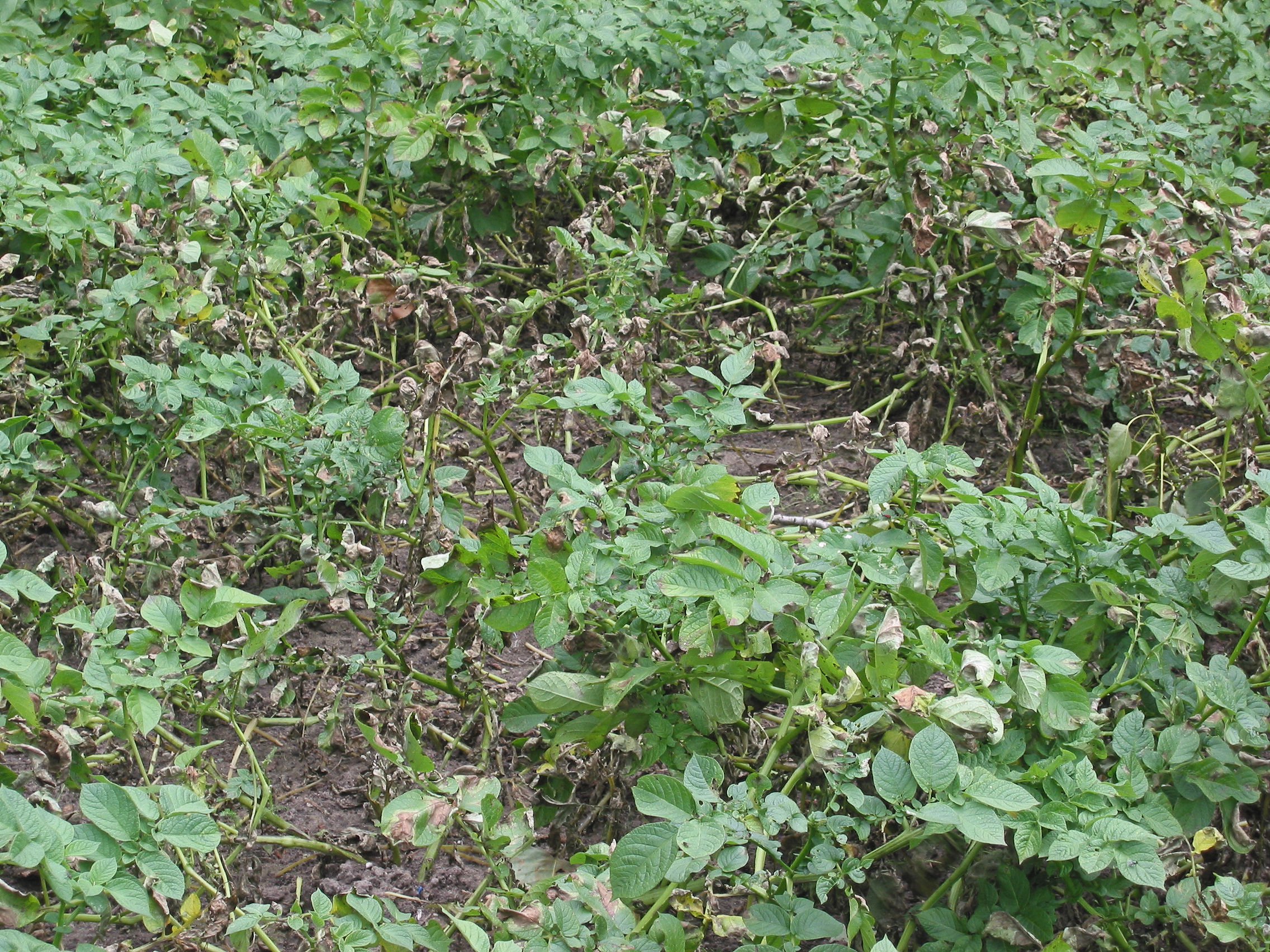
Afsterving door de aardappelziekte

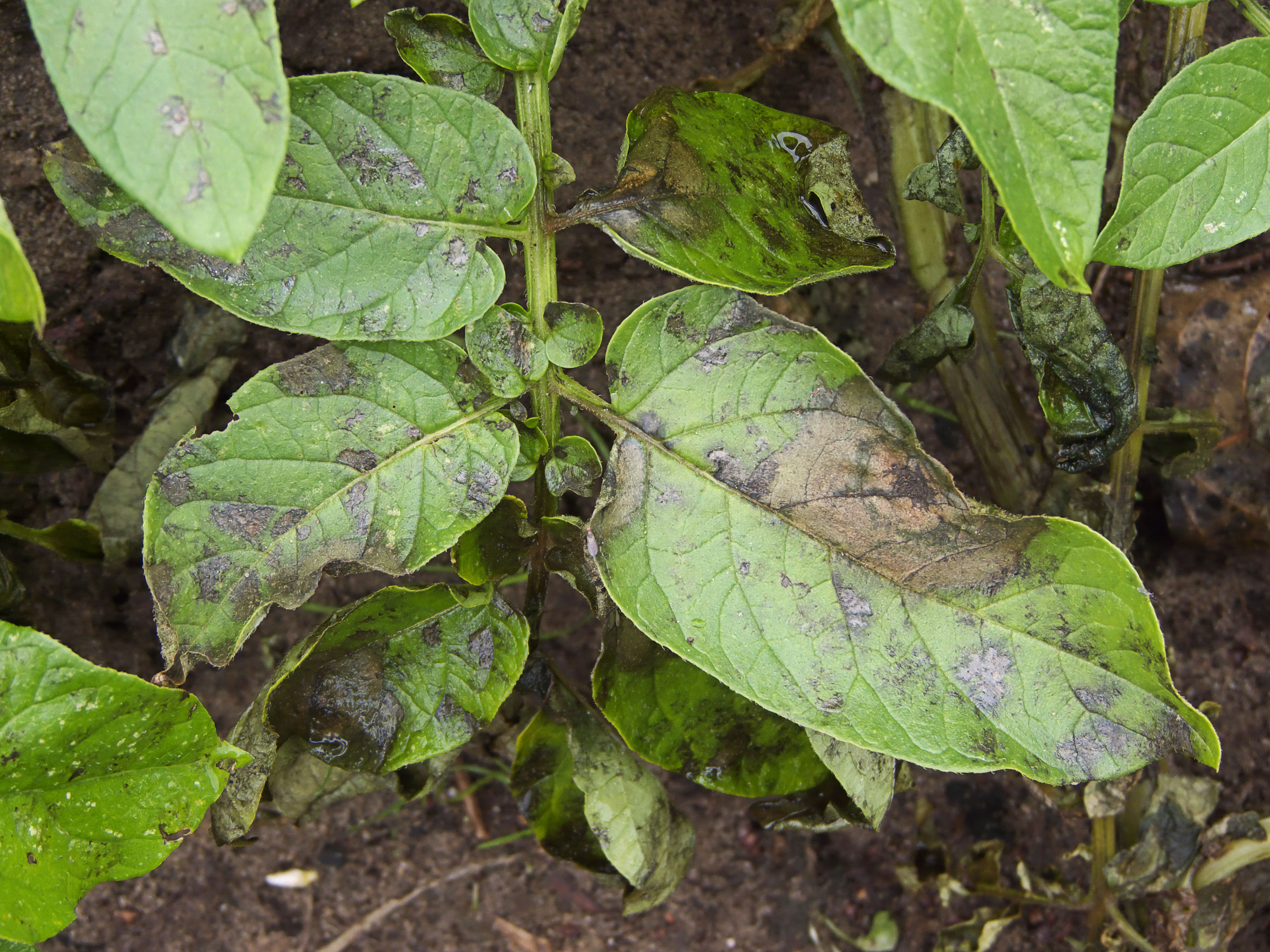
Bladaantasting op Doré

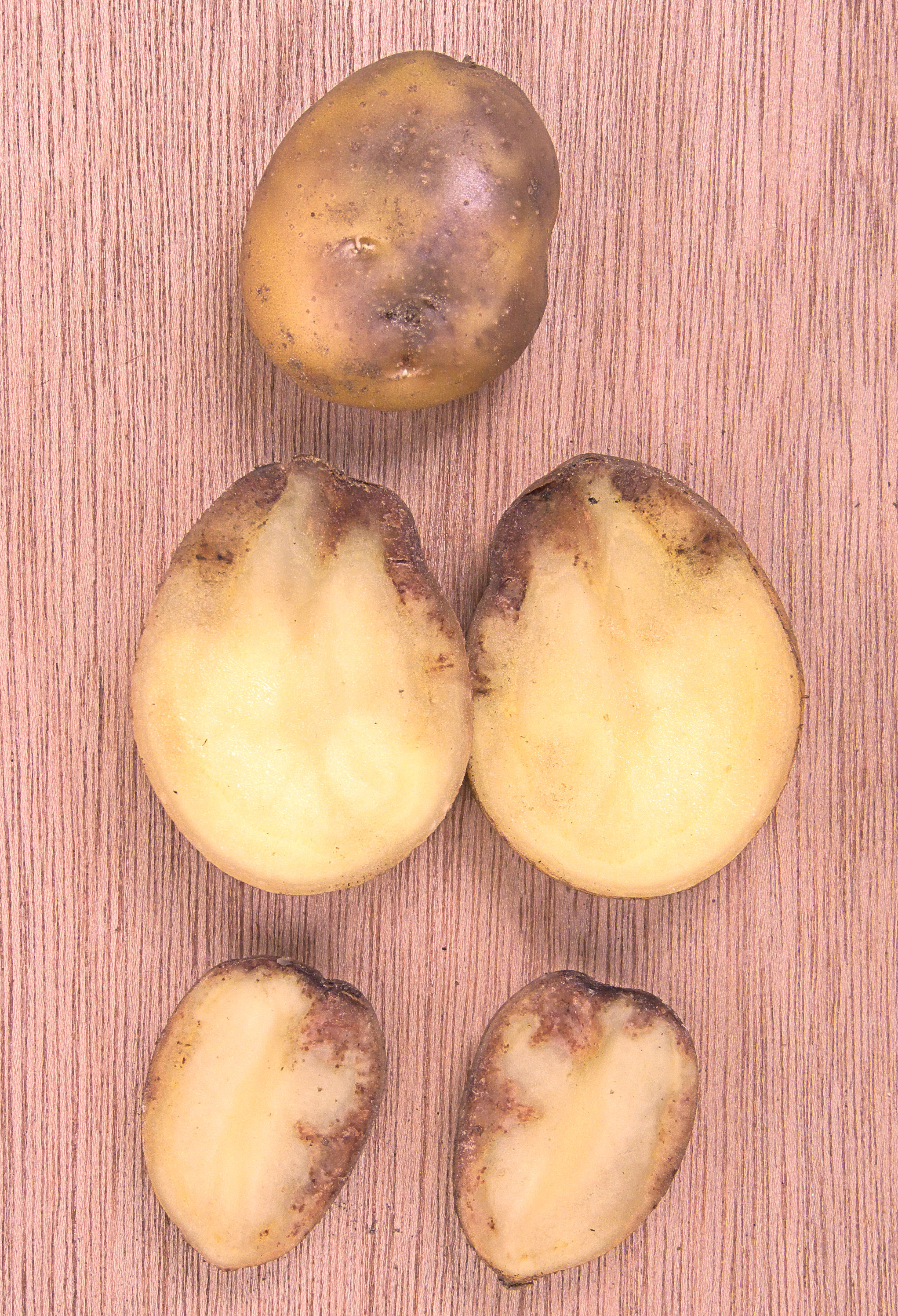
Aangetaste knollen van Doré, lengtedoorsnede

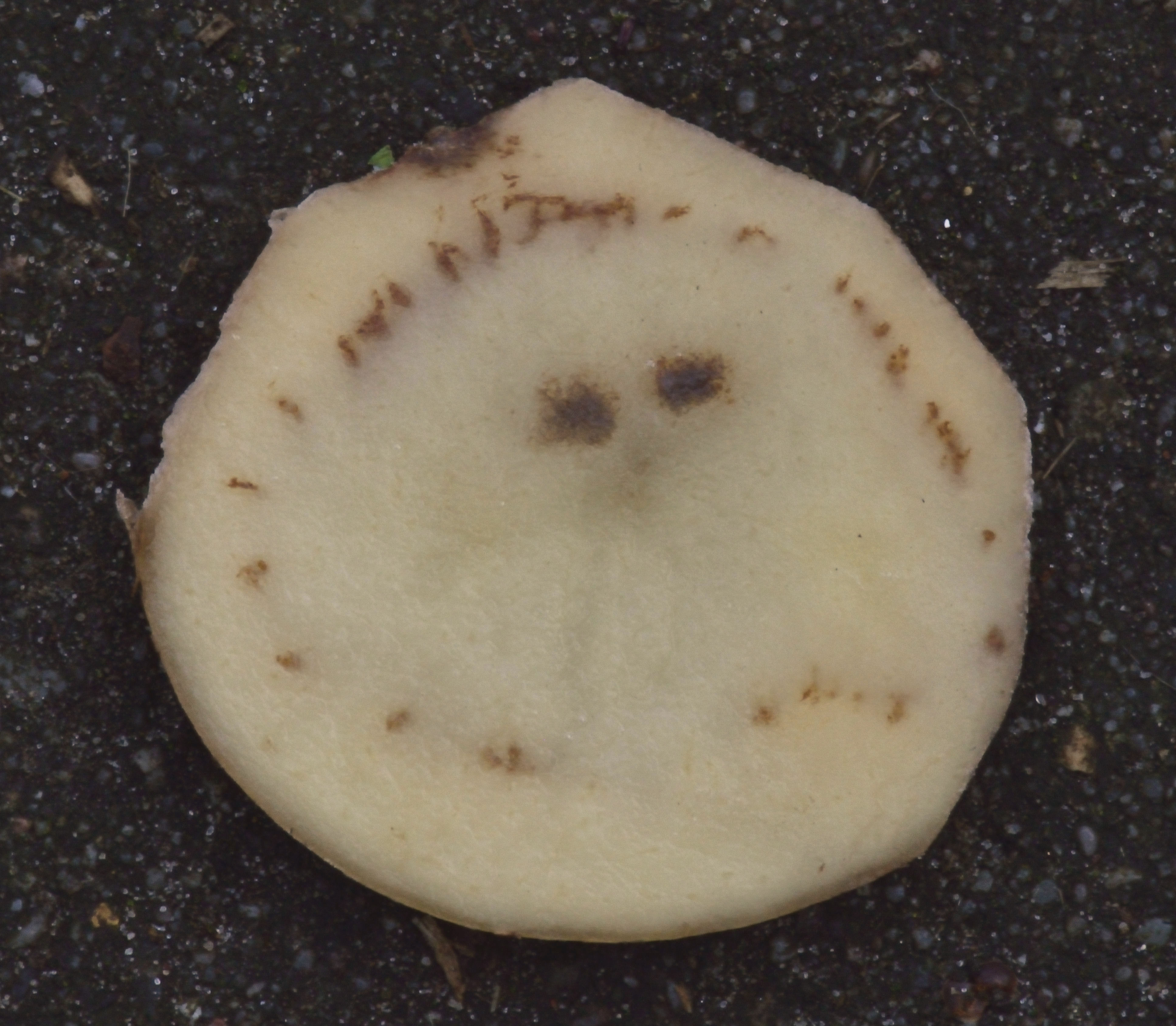
Aangetaste knol van Parel, dwarsdoorsnede

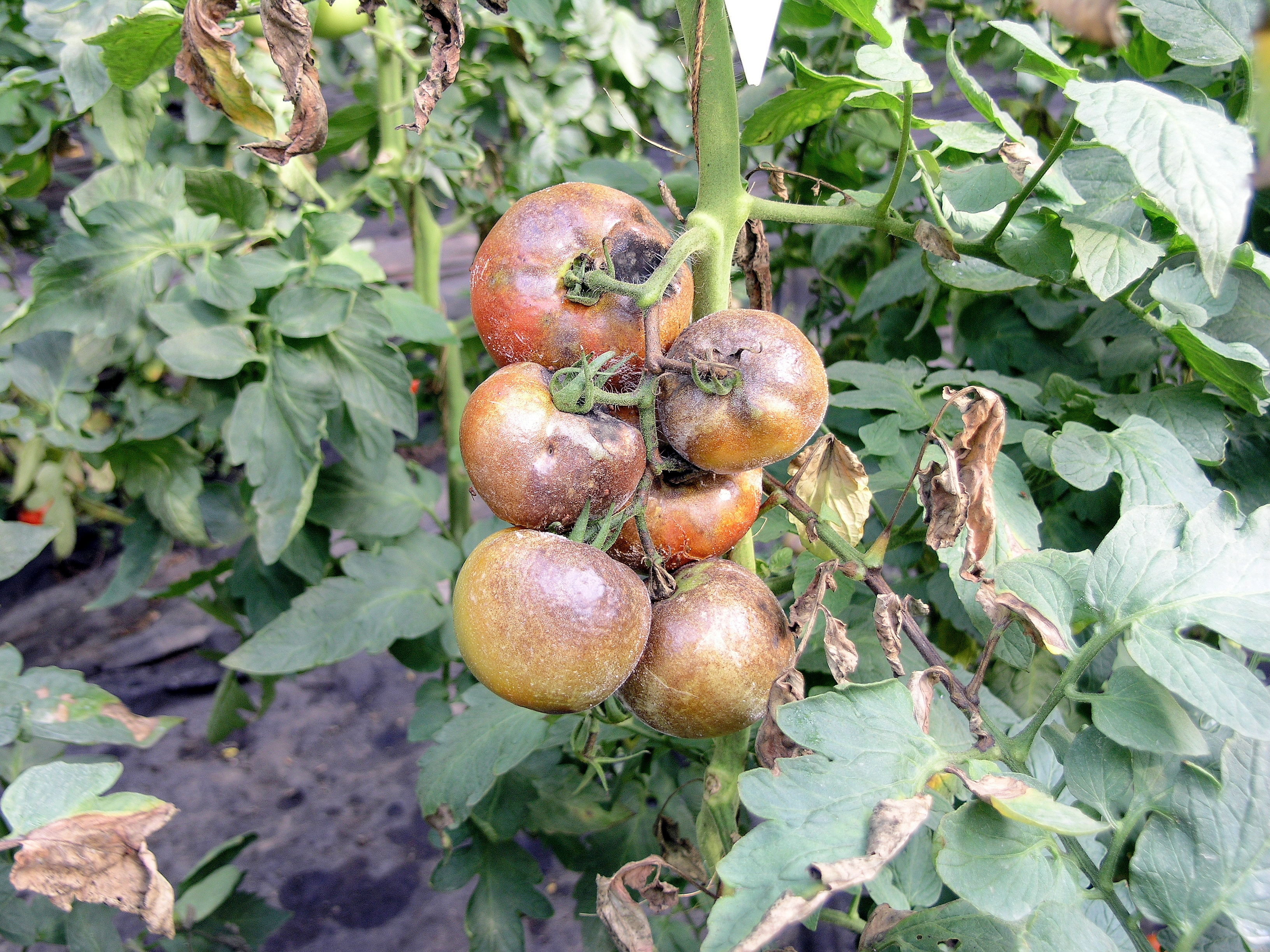
Aangetaste tomaten

Aardappelziekte of phytophthora (fytoftora) is een plantenziekte die veroorzaakt wordt door de oömyceet Phytophthora infestans, die een protist is en tot de waterschimmels behoort. Oömyceten lijken erg op schimmels maar zijn het niet, daarom worden ze wel pseudo-schimmels genoemd.
Deze ziekte veroorzaakt knolrot en een bruinverkleuring en afsterving van de bladeren en stengels. Op tomaat kan deze ziekte voor vroegtijdige afsterving zorgen. Aardappelen en tomaten staan bekend om hun gevoeligheid voor deze ziekte. Zij behoren tot het geslacht van de nachtschadeachtigen. Ook andere planten uit dit geslacht kunnen gevoelig zijn.
Omdat deze oömyceet zich in koude natte zomers snel kan verspreiden, veroorzaakt deze ziekte vooral veel schade in de landen met een vochtig zeeklimaat. In de jaren 1845-1849 was deze ziekte in Ierland oorzaak voor een regelrechte ramp. Vrijwel alle aardappeloogsten mislukten, er was hongersnood, de 'Grote Hongersnood', en vele Ieren emigreerden naar Noord-Amerika. Maar ook Nederland en Vlaanderen werden zwaar getroffen door de ziekte.

## Biologie
Phytophthora infestans behoort tot de groep oömyceten (lijken op schimmels) die zich onder natte omstandigheden onder meer kunnen verspreiden met zogenaamde zoösporen. Die sporen zijn voorzien van twee flagellen en kunnen zwemmen, waardoor ze zich veel makkelijker verspreiden. Andere ongeslachtelijke sporen kunnen door wind en regenspatten verspreid worden.
Gewoonlijk overwintert de ziekte in besmette knollen die achterblijven op het land. Daarom is het belangrijk dat er geen aardappelknollen in het land of op afvalhopen blijven liggen. Uit de geïnfecteerde knollen ontwikkelen zich planten die de ongeslachtelijke sporen (sporangia en zoösporen) opleveren. Uit deze sporen kunnen nieuwe infecties ontstaan als het gewas ten minste gedurende vier à acht uur nat blijft, de zogenaamde bladnat-periode, bij een relatieve luchtvochtigheid van meer dan 95%. Na infectie ontstaan bij een temperatuur van 12-24 graden Celsius binnen enkele dagen met het oog waarneembare symptomen op bladeren en stengels. Na binnendringing van de oömyceet in de plant duurt het 3 tot 5 dagen voordat er nieuwe sporen gevormd worden.
Tot de jaren tachtig was in Europa alleen het zogenaamde A1-type aanwezig. Door de introductie van nieuwe A1- en A2-paringstypen in Europa is nu ook de geslachtelijke fase van de ziekte met oösporen, die in tegenstelling tot de sporangia en zoösporen gedurende een lange periode buiten de waardplant in leven blijven en minstens drie jaar in de grond overleven. In Nederland komen in het noordoostelijke zandgebied, waar veel zetmeelaardappelen geteeld worden, veel oösporen voor. Bij de paring van een hyfe van het type A1 met een hyfe van het type A2 worden een oögonium en een antheridium gevormd, waaruit de oöspore ontstaat. Deze eicel wordt binnen een gametangium door een spermatozoïde bevrucht. Uit de oösporen ontstaan sporangia en zoösporangia. De zoösporangia vormen ten slotte de zoösporen. De zoösporen spelen waarschijnlijk pas later in het seizoen (eind juni - begin juli) een rol.

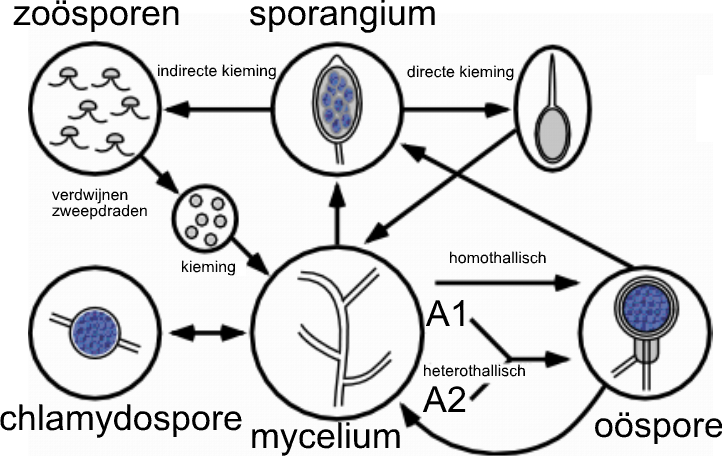
Levenscyclus

## Bestrijding
De ziektedruk is de laatste jaren sterk toegenomen als gevolg van de agressiviteit van deze oömyceet. Aardappelziekte is chemisch met fungiciden te bestrijden. Er zijn rassen die meer of minder resistent zijn. Er is verschil in resistentie van de knol en het loof. Sommige rassen zijn weinig resistent in het loof, maar hebben nog een redelijke resistentie van de knol. Sarpo Mira, Toluca, Sarpo Axona, ... zijn momenteel (2012) goed resistent in loof en knol; die resistentie kan wel over een paar jaar doorbroken worden. Bedrijfshygiëne, zoals het afdekken van aardappelafvalhopen en bestrijding van aardappelopslag, is gezien de overwintering in zieke knollen een voor de hand liggende maatregel.
Recent wordt ook geëxperimenteerd met GMO om sneller nieuwe resistentere rassen te ontwikkelen en is het DNA van Phytophtora infestans in kaart gebracht.
In de biologische landbouw mogen er geen chemische middelen worden gebruikt en wordt het loof van de aardappelen gebrand, voordat er 1000 aangetaste blaadjes per 20 m² zijn.
Tot de chemische bestrijdingsmiddelen die werkzaam zijn tegen Phytophthora infestans behoren de fungiciden fluopicolide, van Bayer Cropscience (merknaam Infinito®), dat in 2006 voor het eerst toegelaten werd in het Verenigd Koninkrijk en China en mandipropamid van Syngenta (merknaam Revus™), dat in 2005 werd geïntroduceerd.